# 散热器

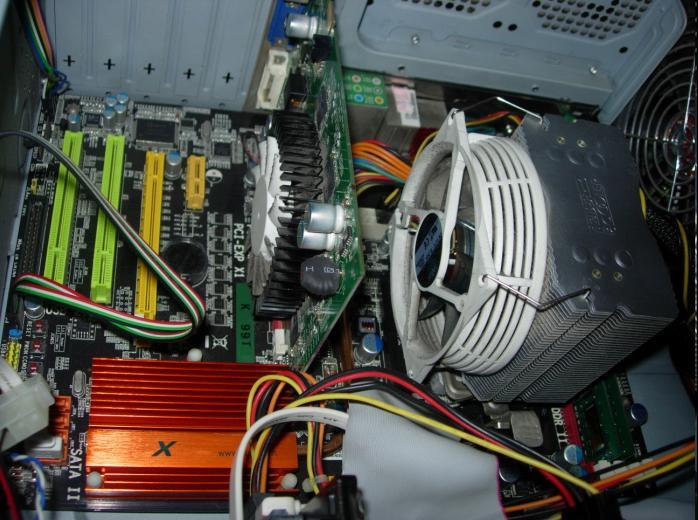
显卡、CPU与芯片组的风冷散热器

散热器（英語：Radiator）是用來散去熱量的設備。有些设备工作时会产生大量的热量，而这些多余的热量不能有快速散去并聚积起来产生高温，很可能会毁坏正在工作的设备。此時就需要散熱器。散热器是附在发热设备上的一层良好导热介质，扮演犹如中间人一样的角色，有时在导热介质的基础上还会加上风扇等等东西来加快散热效果。但有时散热器也扮演强盗的角色，如冰箱的散热器是强制抽走热量，来达到比室温更低的温度。

## 工作原理
散热器的工作原理是热量从发热设备产生传至散热器再传到空气等物质，其中热量通过热力学中的热量传递进行传递。而热量的传递方式主要有热传导、热对流和热辐射，如当物质与物质接触时只要存在温差，就会发生热量传递，直到各处温度相同为止。散热器正是利用这一点，如采用良好的导热材料，薄而大块的鳍片状结构增大由发热设备与散热器到空气等物质的接触的面积与导热速度。

## 用途
電腦
電腦裡面的中央處理器、顯示卡等運行時會散發廢熱，散熱器就可以幫助排走電腦持續散發的廢熱，以免電腦運行時溫度過高而損壞裡面的電子零件。電腦散熱用的散熱器通常使用風扇或水冷散熱。另外，一些超頻愛好者會用液態氮來幫助電腦排走大量的廢熱，令處理器能夠以更高的頻率運作。
冰箱
冰箱的基本作用是製冷，以保存食物，因此要排走箱內的室溫，並保持適當的低溫。製冷系統一般由壓縮機、冷凝器、毛細管或熱力膨脹閥、蒸發器四個基本部件組成。製冷劑是一種能在低壓下低溫沸騰的液體，在沸騰時吸收熱量，製冷劑在製冷系統中不斷循環，壓縮機提高製冷劑的氣體壓力，造成液化條件，通過冷凝器時凝結液化放出熱量，然後通過毛細管時降低壓力與溫度，再通過蒸發器時沸騰汽化吸收熱量，另現今發展運用製冷二極體，無複雜之機械裝置，惟效能較差，運用於小型冰箱。
詳情參閱（冰箱）

## 分类
- 风冷，散热是最常见的，而且非常简单，就是使用风扇带走散热器所吸收的热量。价格相对较低，而且安装简单，但对环境依赖比较高，例如气温升高散热性能就会大受影响。
- 热管，是一种具有极高导热性能的传热元件，它通过在全封闭真空管内的液体的蒸发与凝结来传递热量，它利用毛吸作用等流体原理，起到类似冰箱压缩机制冷的效果。具有很高的导热性、优良的等温性、热流密度可变性、热流方向酌可逆性、可远距离传热、恒温特性（可控热管）、热二极管与热开关性能等一系列优点，并且由热管组成的换热器具有传热效率高、结构紧凑、流体阻损小等优点。由于其特殊的传热特性，因而可控制管壁温度，避免露点腐蚀。但价格相对较高。
- 液冷，则是使用液体在泵的带动下强制循环带走散热器的热量，与风冷相比具有安静、降温稳定、对环境依赖小等等优点。但液冷的价格也相对较高，安装也相对麻烦一些。
- 半导体制冷，利用一块N型半导体材料和一块P型半导体材料联结成电偶对时，在这个电路中接通直流电流后，就能产生能量的转移，电流由N型元件流向P型元件的接头吸收热量，成为冷端由P型元件流向N型元件的接头释放热量，成为热端，从而产生导热作用。[2]
- 压缩机制冷，从吸气管吸入低温低压的制冷剂气体，通过压缩机对其进行压缩后，向排气管排出高温高压的制冷剂气体，为制冷循环提供动力，从而实现压缩→冷凝→膨胀→蒸发（吸热） 的制冷循环。如空调、冰箱。

当然，以上大多数散热类型最后都离不开风冷的。

## 外部連結
- 半导体制冷片的介绍 （页面存档备份，存于）
- CPU散热器结构与性能 （页面存档备份，存于）